# سالينت
بلدية سالينت (بالكاتالانية: Sallent) هي إحدى بلديات مقاطعة برشلونة، والتي تقع في منطقة كاتالونيا، شرق إسبانيا.
يبلغ عدد سكانها 7.083 نسمة وفقاً لإحصائية سنة (2007).

## أعلام
- غابري غارسيا
- إيفان أمايا
- روبين نافارو